# Aichi Arts Center

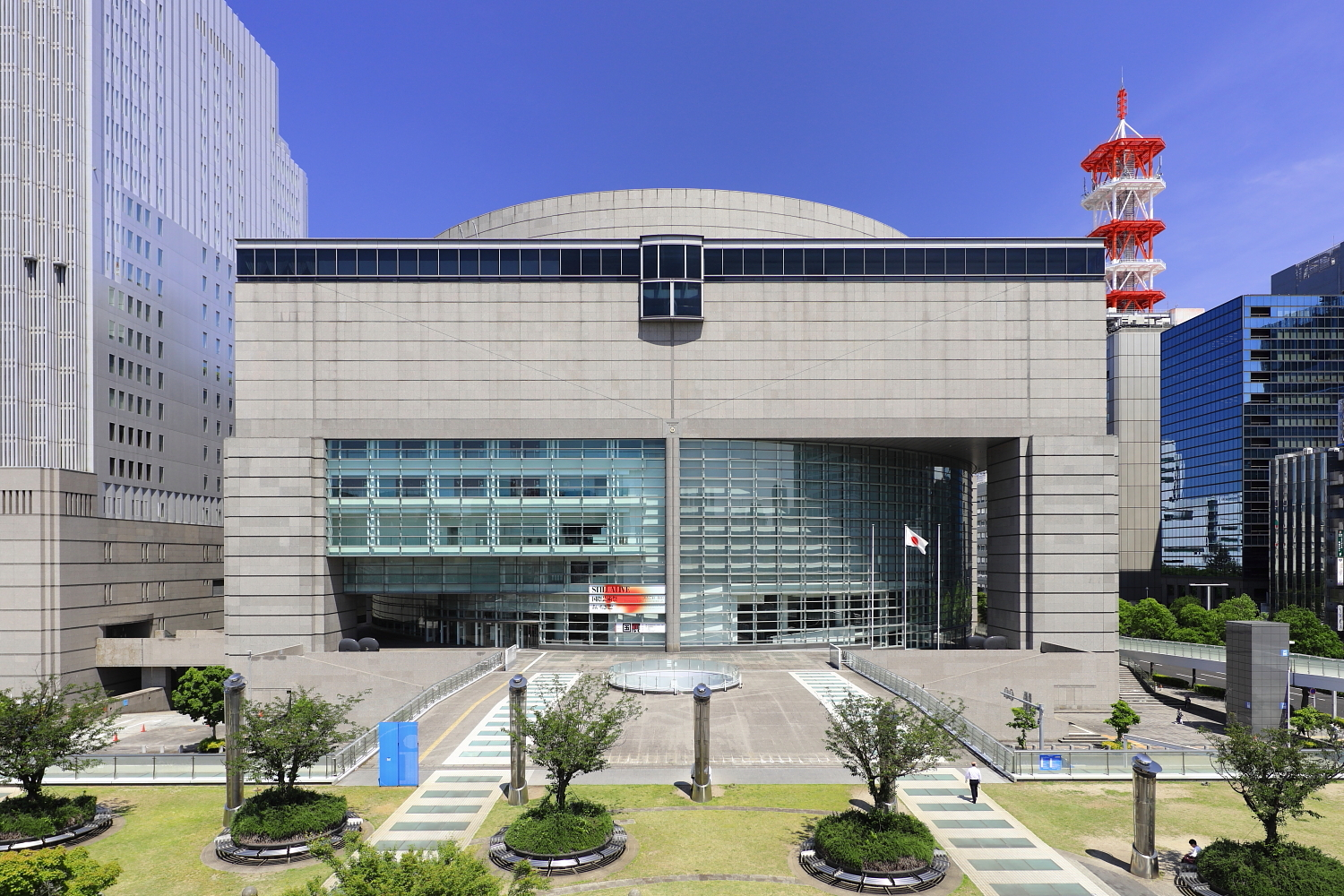
Gebäudefront des Aichi Arts Center (2022)

Aichi Arts Center (jap. 愛知芸術文化センター, Aichi Geijutsu Bunka Sentā) ist die englische Bezeichnung für ein Kunst- und Kulturzentrum in der japanischen Großstadt Nagoya, dem Verwaltungssitz der Präfektur Aichi auf Honshū, der größten Insel Japans. Es beherbergt ein Museum, zwei Theater, eine Konzerthalle sowie eine Bibliothek.

## Geschichte
1992 eröffnete das in das Aichi Arts Center integrierte Kunstmuseum Aichi Prefectural Museum of Art. Der Fokus der Sammlung liegt auf künstlerischen Arbeiten des 20. Jahrhunderts sowie auf aus der Präfektur Aichi stammender Kunst. Diese umfasst etwa 8000 Werke, darunter solche von Künstlern weltweit, wie Pablo Picasso oder Max Ernst. Zudem vermachten die Kunstsammler Fujii Tatsukichi und Kimura Teizo dem Museum ihre Sammlungen, mit jeweils über 1000 Objekten. Das Aichi Arts Center ist zudem einer der Gastgeber des seit 2010 stattfindenden Kunstfestivals Aichi Triennale. Bei der Auflage 2022 wurden im Aichi Arts Center beispielsweise die I AM STILL ALIVE Telegramme von On Kawara präsentiert, sowie eine Installation des slowakischen Konzeptkünstlers Roman Ondak.
Das Zentrum umfasst drei Bereiche:
- Aichi Prefectural Museum of Art: Das Kunstmuseum umfasst eine Galerie sowie Räume mit sowohl permanenten als auch temporären Ausstellungen.
- Aichi Prefectural Art Theater: Das Kunsttheater beinhaltet ein Haupt- sowie Minitheater und entsprechende Räumlichkeiten für Proben. Zudem ist eine Konzerthalle angegliedert.
- Aichi Prefectural Arts Promotion Service: Der Bereich zur Kunstförderung besteht aus Art Space und Art Plaza für Konferenzen, Vorträge und weitere Veranstaltungen sowie einer Bibliothek.

Der Verwaltung ist auch die Bibliothek der Präfektur Aichi (Aichi Prefectural Library) unterstellt, die sich jedoch in einem anderen Gebäude einige Straßenzüge nordwestlich befindet.

## Lage

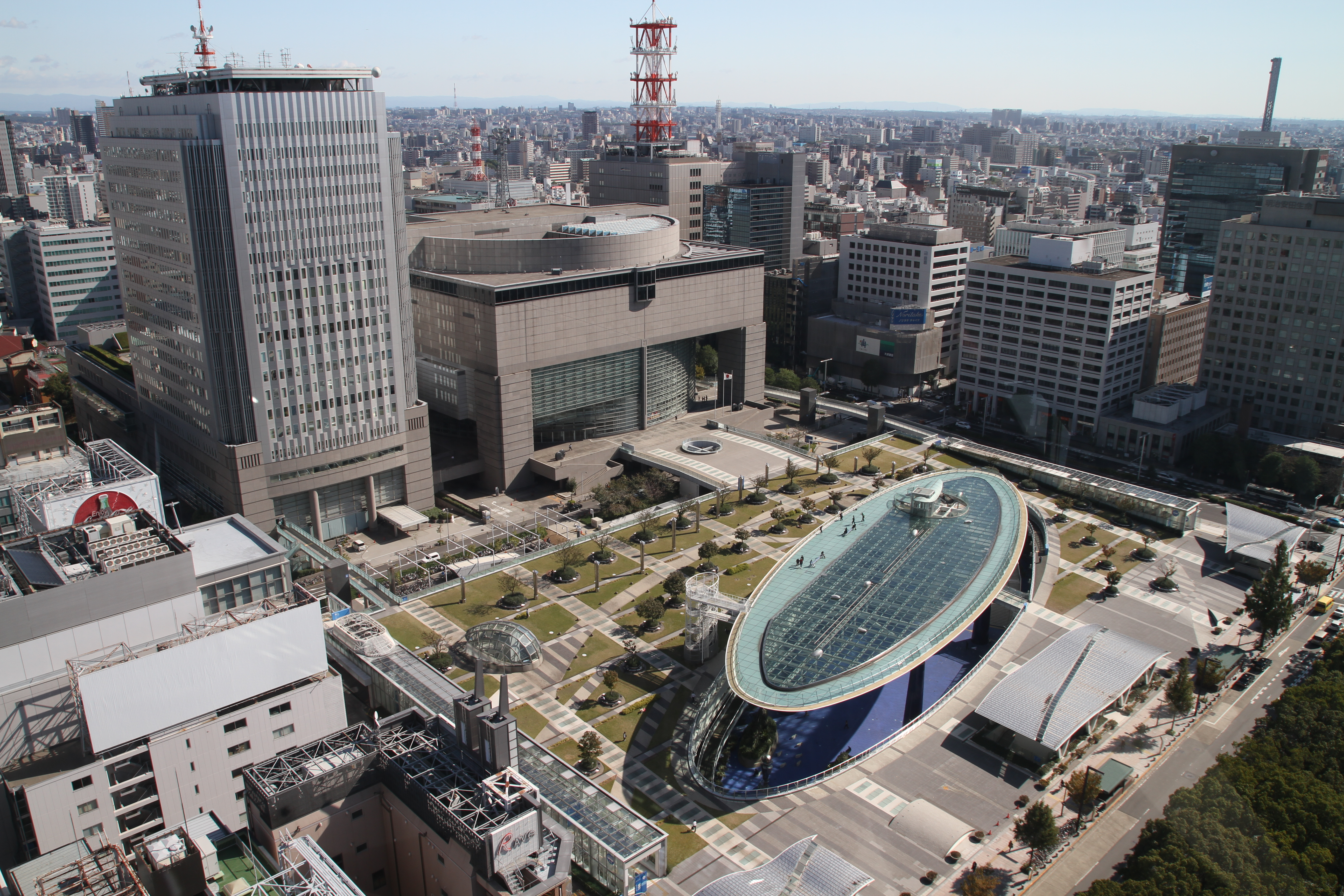
Blick vom Fernsehturm Nagoya auf das Aichi Arts Center sowie Oasis 21 (2011)

Das Aichi Arts Center liegt im Stadtbezirk Higashi von Nagoya, etwa drei Kilometer östlich des Bahnhofs Nagoya. Von dort ist es mit der U-Bahn über die Haltestellen Sakae und Hisaya-ōdōri erreichbar. Vor dem Haupteingang im Westen liegt das Oasis 21, im Anschluss daran der Hisaya-ōdōri Park mit dem Fernsehturm Nagoya, dessen Aussichtsplattform einen Überblick über das Gelände ermöglicht. Im Norden schließt sich an das Aichi Arts Center das NHK Nagoya Broadcasting Center Building an, ein Gebäude der Rundfunkgesellschaft NHK.

## Oasis 21
Das Oasis 21 ist ein zwischen dem östlichen Aichi Arts Center und dem westlichen Hisaya-ōdōri Park gelegenes Mehrzweckgebäude samt Busbahnhof. Die 14 m über dem Boden liegende Konstruktion des Spaceship-Aqua mit gläserner Deckenkonstruktion weist Wasserbecken mit einer Oberfläche von 1700 m² auf.